# Христо Джолев
Христо Велков Джолев (Джоле) с псевдоним Бегир бег е български революционер, деец на Вътрешната македоно-одринска революционна организация и на Вътрешната македонска революционна организация.

## Биография
Христо Джолев е роден в Моноспитово, тогава в Османската империя. Баща му Велко Джолев е революционер от ВМОРО, а синът му Атанас Джолев от ВМРО. Христо Джолев се присъединява към ВМОРО през 1901 година. В 1901 година е арестуван при Новоселската афера. Става четник при Христо Чернопеев. След това става ръководител на революционния комитет в родното си село, а от 1910 година е войвода в Струмишко. След възстановяването на ВМРО през 1919 година повторно се включва в революционната дейност, но е разкрит и лежи в сръбски затвор в Ниш.